# Draft XFL (2001)
Il Draft XFL (2001) fu il primo draft nella storia della X Football League, lega professionistica statunitense di football americano gestita dall'emittente NBC e dalla federazione di wrestling della World Wrestling Federation; si svolse tra il 28 ottobre e il 29 ottobre del 2000 in vista dell'inizio della stagione 2001.
La prima scelta assoluta fu il quarterback statunitense Scott Milanovich, proveniente dai Berlin Thunder, che venne selezionato dai Los Angeles Xtreme.

## Draft
| C  | Centro            |    | CB               | Cornerback |                  | DB | Defensive back    |  | DE | Defensive end |
| DL | Defensive lineman | DT | Defensive tackle | FB         | Fullback         | FS | Free safety       |  |    |               |
| G  | Guardia           | HB | Halfback         | K          | Placekicker      | KR | Kick returner     |  |    |               |
| LB | Linebacker        | LS | Long snapper     | OT         | Offensive tackle | OL | Offensive lineman |  |    |               |
| NT | Nose tackle       | P  | Punter           | PR         | Punt returner    | QB | Quarterback       |  |    |               |
| RB | Running back      | S  | Safety           | SS         | Strong safety    | TB | Tailback          |  |    |               |
| TE | Tight end         | WR | Wide receiver    |            |                  |    |                   |  |    |               |

### 1º giro
| # | Giocatore        | Giocatore | Scelto da               |
| # | Nome             | Ruolo     | Scelto da               |
| - | ---------------- | --------- | ----------------------- |
| 1 | Scott Milanovich | QB        | Los Angeles Xtreme      |
| 2 | Casey Weldon     | QB        | Birmingham Thunderbolts |
| 3 | Marcus Crandell  | QB        | Memphis Maniax          |
| 4 | Jeff Brohm       | QB        | Orlando Rage            |
| 5 | Chuck Clements   | QB        | Las Vegas Outlaws       |
| 6 | Vaughn Dunbar    | RB        | San Francisco Demons    |
| 7 | Charles Puleri   | QB        | New Jersey Hitmen       |
| 8 | John Avery       | RB        | Chicago Enforcers       |

### 2º giro
| #  | Giocatore       | Giocatore | Scelto da               |
| #  | Nome            | Ruolo     | Scelto da               |
| -- | --------------- | --------- | ----------------------- |
| 9  | Paul Failla     | QB        | Chicago Enforcers       |
| 10 | Jermaine Smith  | DT        | New Jersey Hitmen       |
| 11 | Jim Arellanes   | QB        | San Francisco Demons    |
| 12 | Antonio Edwards | DE        | Las Vegas Outlaws       |
| 13 | Wayne Ingram    | G         | Orlando Rage            |
| 14 | Darick Holmes   | RB        | Memphis Maniax          |
| 15 | Michael Lies    | G         | Birmingham Thunderbolts |
| 16 | Steve Russ      | LB        | Los Angeles Xtreme      |

### 3º giro
| #  | Giocatore      | Giocatore | Scelto da               |
| #  | Nome           | Ruolo     | Scelto da               |
| -- | -------------- | --------- | ----------------------- |
| 17 | Derek West     | OT        | Los Angeles Xtreme      |
| 18 | Henry Taylor   | DT        | Birmingham Thunderbolts |
| 19 | Mike Sheldon   | OT        | Memphis Maniax          |
| 20 | Jonathan Brown | DE        | Orlando Rage            |
| 21 | Kory Blackwell | CB        | Las Vegas Outlaws       |
| 22 | Cordell Taylor | CB        | San Francisco Demons    |
| 23 | Curtis McGee   | OT        | New Jersey Hitmen       |
| 24 | Julian Pittman | DE        | Chicago Enforcers       |

### 4º giro
| #  | Giocatore      | Giocatore | Scelto da               |
| #  | Nome           | Ruolo     | Scelto da               |
| -- | -------------- | --------- | ----------------------- |
| 25 | Quincy Coleman | CB        | Chicago Enforcers       |
| 26 | Tony Berti     | OT        | New Jersey Hitmen       |
| 27 | David Sanders  | DE        | San Francisco Demons    |
| 28 | Antonio Dingle | DT        | Las Vegas Outlaws       |
| 29 | Derrick Clark  | RB        | Orlando Rage            |
| 30 | Mike Sutton    | DE        | Memphis Maniax          |
| 31 | Alonzo Wallace | DE        | Birmingham Thunderbolts |
| 32 | Donnell Day    | CB        | Los Angeles Xtreme      |

### 5º giro
| #  | Giocatore        | Giocatore | Scelto da               |
| #  | Nome             | Ruolo     | Scelto da               |
| -- | ---------------- | --------- | ----------------------- |
| 33 | James Harris     | DE        | Los Angeles Xtreme      |
| 34 | Justin Burroughs | G         | Birmingham Thunderbolts |
| 35 | Rico Clark       | CB        | Memphis Maniax          |
| 36 | Ricky Bell       | TE        | Orlando Rage            |
| 37 | Rickey Brady     | TE        | Las Vegas Outlaws       |
| 38 | Craig Powell     | LB        | San Francisco Demons    |
| 39 | Dwayne Sabb      | DE        | New Jersey Hitmen       |
| 40 | Chike Egbuniwe   | LB        | Chicago Enforcers       |

### 6º giro
| #  | Giocatore         | Giocatore | Scelto da               |
| #  | Nome              | Ruolo     | Scelto da               |
| -- | ----------------- | --------- | ----------------------- |
| 41 | Tim Lester        | QB        | Chicago Enforcers       |
| 42 | Mike Barber       | LB        | New Jersey Hitmen       |
| 43 | Pita Elisara      | OL        | San Francisco Demons    |
| 44 | Paul Bradford     | CB        | Las Vegas Outlaws       |
| 45 | James Roberson    | DE        | Orlando Rage            |
| 46 | D. J. Cooper      | DE        | Memphis Maniax          |
| 47 | Stepfret Williams | WR        | Birmingham Thunderbolts |
| 48 | Dell McGee        | CB        | Los Angeles Xtreme      |

### 7º giro
| #  | Giocatore      | Giocatore | Scelto da               |
| #  | Nome           | Ruolo     | Scelto da               |
| -- | -------------- | --------- | ----------------------- |
| 49 | Rashaan Shehee | RB        | Los Angeles Xtreme      |
| 50 | Duane Butler   | DB        | Birmingham Thunderbolts |
| 51 | Basil Mitchell | RB        | Memphis Maniax          |
| 52 | Mario Bailey   | WR        | Orlando Rage            |
| 53 | Mike Mason     | DE        | Las Vegas Outlaws       |
| 54 | James Hundon   | WR        | San Francisco Demons    |
| 55 | James Cotton   | DE        | New Jersey Hitmen       |
| 56 | Chris Ward     | DE        | Chicago Enforcers       |

### 8º giro
| #  | Giocatore       | Giocatore | Scelto da               |
| #  | Nome            | Ruolo     | Scelto da               |
| -- | --------------- | --------- | ----------------------- |
| 57 | Jason Bray      | DB        | Chicago Enforcers       |
| 58 | Tyree Talton    | CB        | New Jersey Hitmen       |
| 59 | Emile Palmer    | DT        | San Francisco Demons    |
| 60 | Lamont Burns    | G         | Las Vegas Outlaws       |
| 61 | Stephen Fisher  | CB        | Orlando Rage            |
| 62 | Ketrick Sanford | RB        | Memphis Maniax          |
| 63 | Kevin Landolt   | DT        | Birmingham Thunderbolts |
| 64 | Octavius Bishop | OT        | Los Angeles Xtreme      |

### 9º giro
| #  | Giocatore       | Giocatore | Scelto da               |
| #  | Nome            | Ruolo     | Scelto da               |
| -- | --------------- | --------- | ----------------------- |
| 65 | Willie Jones    | OT        | Los Angeles Xtreme      |
| 66 | Oliver Ross     | OT        | Birmingham Thunderbolts |
| 67 | O'Lester Pope   | OT        | Memphis Maniax          |
| 68 | Jeremy Akers    | OT        | Orlando Rage            |
| 69 | Leroy Collins   | RB        | Las Vegas Outlaws       |
| 70 | Terrance Joseph | CB        | San Francisco Demons    |
| 71 | Jude Waddy      | LB        | New Jersey Hitmen       |
| 72 | Jose Portilla   | OT        | Chicago Enforcers       |

### 10º giro
| #  | Giocatore         | Giocatore | Scelto da               |
| #  | Nome              | Ruolo     | Scelto da               |
| -- | ----------------- | --------- | ----------------------- |
| 73 | Jamie Baisley     | LB        | Chicago Enforcers       |
| 74 | Chris Maumalanga  | DT        | New Jersey Hitmen       |
| 75 | Mike Adams        | WR        | San Francisco Demons    |
| 76 | Chris Bayne       | DB        | Las Vegas Outlaws       |
| 77 | Joe Cummings      | LB        | Orlando Rage            |
| 78 | Jim Druckenmiller | QB        | Memphis Maniax          |
| 79 | Sedrick Curry     | CB        | Birmingham Thunderbolts |
| 80 | Jon Kirksey       | DT        | Los Angeles Xtreme      |